# 圣母宫 (宁德市)
圣母宫，是位于中国福建省宁德市蕉城区洋中镇东山村内的一个清代古建筑，2006年2月入选蕉城区第五批县级文物保护单位。
圣母宫占地面积408平方米，始建于明朝，清朝乾隆二十年（1755年）农历七月重建，山门为乾隆二十年（1755年）重建。建筑由门楼、天井、正殿组成，正殿为抬梁穿斗式木构架，单檐歇山顶，面阔5间。